# Cécile Ricard
Cécile Richard est une actrice française.

## Filmographie

### Cinéma
- 1973 : Les Gants blancs du diable  de László Szabó
- 1974 : Lacombe Lucien de Louis Malle - Marie
- 1975 : Zig-Zig de László Szabó
- 1979 : L'Esprit de famille de Jean-Pierre Blanc
- 1985 : Tangos, l'exil de Gardel de Fernando E. Solanas
- 1992 : Les Eaux dormantes de Jacques Tréfouël - Eugénie
- 1997 : Alliance cherche doigt de Jean-Pierre Mocky - La voisine #1

### Télévision
- 1960 : La Belle équipe (série tv)  - 2 épisodes : La loterie nationale et  La photo
- 1983 : Fabien de la Drôme (série tv) - La Roucan